# Luna (La Union)
Luna é um município de  terceira classe de renda municipal (d) na província La Union, nas Filipinas. De acordo com o censo de 1 de maio  de  2020 possui uma população de 37 318 pessoas e 9 756 domicílios.